# コンウィ (カウンティ・バラ)
コンウィ・カウンティ・バラ （英語:Conwy County Borough、ウェールズ語:Bwrdeistref Sirol Conwy）は、ウェールズ北部のカウンティ・バラ。
2001年の国勢調査によると、人口の39.7%がウェールズ語を話すことができる。この割合は22あるウェールズのプリンシパル・エリアで5番目に高いが、カウンティ・バラ内でも場所によって大きく割合は異なる。
1996年4月1日にアバーコンウィ区とコルウィン区を合併させ、Aberconwy and Colwyn区としたが、その翌日の1996年4月2日にコンウィ区に改名した。